# V1647 Orionis
V1647 Orionis (V1647 Ori) è un oggetto stellare giovane visibile nella costellazione di Orione, posto ad una distanza di circa 1470 anni luce dal sistema solare. È situato all'interno della nebulosa a riflessione M78 ed è associato alla Nebulosa di McNeil.
L'oggetto è noto per essere andato incontro in più occasioni (l'ultima delle quali verificatasi nel 2008) a degli intensi fenomeni eruttivi, le cui caratteristiche hanno portato a ritenere l'oggetto una via di mezzo tra due classi di stelle pre-sequenza principale, le stelle FU Orionis (FUor) e le stelle EX Lupi (EXor).

## Caratteristiche
Gli studi condotti hanno rivelato che V1647 Orionis è sicuramente un oggetto stellare giovane, presumibilmente una stella pre-sequenza principale; l'età dell'oggetto, calcolata sulla base dei modelli evolutivi e dei dati ottenuti, sarebbe compresa tra 100.000 e mezzo milione di anni. Come tutte le stelle in formazione, V1647 Orionis possiede in orbita un disco di gas e polveri di silicati, che media l'accrescimento dell'astro, circondato da un involucro di gas che rifornisce di materiale il disco. L'accrescimento procede ad un ritmo compreso mediamente tra ~ 1 × 10−6 e 3 × 10−7 masse solari (M⊙) all'anno. È inoltre una sorgente di radiazione infrarossa, catalogata come IRAS 05436-0007. Osservazioni del 2018 con il radiointerferometro ALMA hanno permesso di stimare la massa totale del disco circumstellare in circa 0,1 M⊙, costituito in buona parte da gas e da circa l'1% da polveri (∼430 M⊕), mentre la sua distanza dalla protostella è di circa 40 UA.
Le analisi spettroscopiche e infrarosse hanno permesso di misurare con una certa approssimazione alcuni dei parametri fisici dell'oggetto. L'oggetto sembra aver accumulato sino ad ora una quantità di materia pari a circa 0,8 ± 0,2 M⊙, ma possiede un raggio piuttosto grande, circa tre volte quello della nostra stella; ne risulta quindi una densità ancora insufficiente perché possano avere inizio le reazioni di fusione dell'idrogeno in elio. La vasta superficie radiante fa sì che l'oggetto abbia una luminosità più elevata rispetto a quella solare, mediamente circa nove volte maggiore. Lo spettro dell'oggetto mostra inoltre le linee di assorbimento del monossido di carbonio (CO), tipiche di giovani protostelle, con evidenze di metalli quali sodio e calcio. L'emissione del CO probabilmente si origina a partire dai gas della porzione più interna del disco, riscaldati a ~2500 K, e risulta percepibile grazie ad un'area di clearance delle polveri, vale a dire un'area in cui le polveri sono più rarefatte e dunque non assorbono la radiazione.

## Fenomeni eruttivi
V1647 Orionis è caratterizzata da una grande variabilità, che si manifesta con delle forti eruzioni che ne incrementano enormemente la luminosità. La prima eruzione registrata dell'oggetto avvenne nel 1966-1967, identificata da Gianluca Masi su immagini d'archivio di Evered Kreimer, e fu studiata mediante l'analisi delle lastre fotografiche ottenute dagli osservatori di Asiago e Harvard; la durata precisa dell'evento non è nota, ma sarebbe compresa tra 5 e 20 mesi.

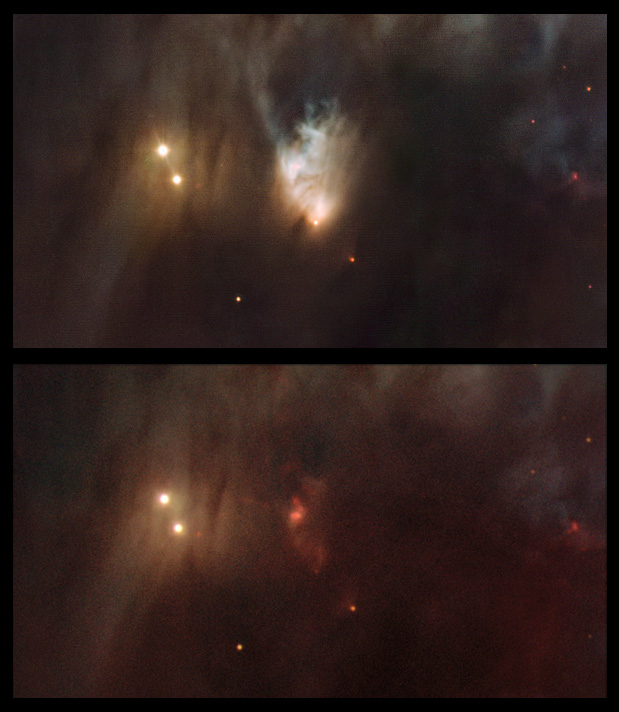
Immagini della regione di V1647 Ori nel 2004 (sotto) e nel 2006 (sopra); si noti l'incremento di luminosità della stella tra il 2004 e il 2006 e la contemporanea variazione di luminosità della Nube di McNeil, associata alle eruzioni dell'oggetto.

Verso la fine del 2003 l'oggetto manifestò un improvviso aumento della propria luminosità, segno che era avvenuta una seconda, intensa eruzione; l'evento fu studiato per due anni, corrispondenti al periodo in cui mantenne una luminosità superiore alla norma; nell'ottobre del 2005 la sua luminosità iniziò a diminuire, fino a tornare, nel febbraio 2006, ai livelli precedenti all'esplosione. Durante l'eruzione l'oggetto raggiunse una luminosità effettiva pari a 44 luminosità solari. Un nuovo burst è stato registrato verso la metà del 2008 e presentava caratteristiche molto simili a quelle dell'eruzione iniziata quattro anni prima.
L'eruzione di V1647 Orionis è molto probabilmente associata ad un repentino scaricamento di massa verso la fotosfera del giovane astro da parte del caldo disco circumstellare. L'improvviso incremento di luminosità registrato sarebbe dovuto ad un significativo aumento del tasso di accrescimento (con picchi di 5 × 10−6 M⊙ all'anno), causato probabilmente da un evento di instabilità del disco; tale incremento comporta l'emissione di un vento energetico che dirada le polveri circostanti rendendo visibile l'oggetto, normalmente occultato dalle polveri che ne alimentano la crescita. Si ritiene che queste eruzioni avvengano ad intervalli caratteristici, che intercorrono ogni qual volta sia stata accresciuta una significativa porzione di quella che sarà la massa finale della stella.
Queste dinamiche sono caratteristiche sia degli oggetti FU Orionis (FUor) sia delle stelle EX Lupi (EXor); per queste ragioni è oggetto di dibattito la classificazione di V1647 Ori nell'una o nell'altra classe. Mentre i FUor sono caratterizzati da drastici incrementi di luminosità (maggiori di 5 magnitudini nel visibile) e durano anche per alcuni decenni, le esplosioni degli EXor appaiono più deboli e durano per meno tempo, al massimo alcuni anni; esse inoltre sembrano ricorrere nel tempo.
Le esplosioni di V1647 Orionis sono di breve durata e ricorrenti come gli EXor, mentre l'aumento di luminosità raggiunge valori paragonabili a quelli dei FUor, così come la stessa distribuzione spettrale dell'energia (SED) dell'oggetto ricalca quella dei FUor; lo spettro ottico di assorbimento è inoltre distinguibile sia da quello dei FUor sia da quello degli EXor. Alla luce anche dei valori del tasso di accrescimento, intermedi tra queste due tipologie di stelle pre-sequenza principale, si è giunti a ritenere che V1647 Ori costituisca una via di mezzo tra queste due classi stellari. La stessa SED, associata alla frequenza dei fenomeni eruttivi, dimostra anche che V1647 Orionis è un oggetto di classe I, che si trova nella fase di transizione da un disco opaco a un disco otticamente trasparente.
Durante il periodo eruttivo il telescopio spaziale Chandra della NASA ha rilevato un'intensa emissione di raggi X proveniente dall'oggetto stellare giovane, che riflette il grado di riorganizzazione cui vanno incontro le linee di forza del campo magnetico dell'oggetto e del disco prima e nel corso degli incrementi del tasso di accrescimento.
Dal 2008 al 2018 la luminosità dell'oggetto è andata via via diminuendo come successo tra il 2006 e il 2008, facendo registrare un minimo ad inizio 2018 di magnitudine 20 nella banda R.

## Nebulosità associate

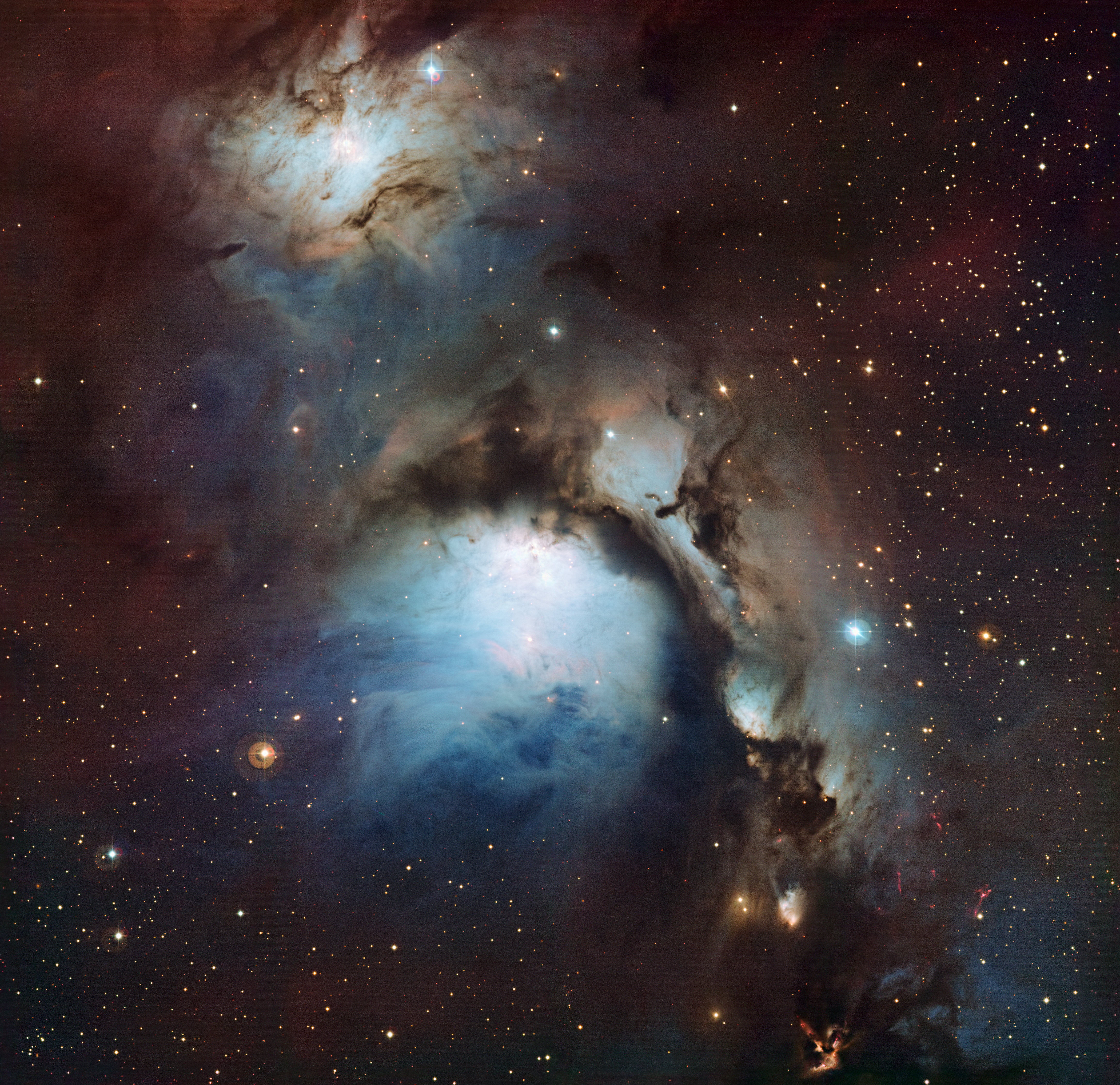
Immagine di M78; osservando attentamente in basso a destra, al termine del cordone di gas oscuro che divide la porzione brillante della nebulosa, è possibile scorgere la Nebulosa di McNeil. ESO

L'oggetto si trova nel bordo nordoccidentale di M78 (nota anche come NGC 2068), una nebulosa a riflessione molto conosciuta a causa della sua brillantezza; emette un colore bluastro caratteristico per questo genere di oggetti, in quanto la fonte di luce è una stella di colore azzurro. L'eruzione della stella iniziata nel 2004 illuminò una parte dei gas della nube, che fu chiamata Nube di McNeil dal nome del suo scopritore. La stella sembra inoltre associata all'oggetto di Herbig-Haro HH 23, di cui sarebbe la probabile sorgente.
Nella nube sono state individuate, oltre a V1647 Ori, altre 44 stelle giovani con forti emissioni Hα, diverse protostelle più una candidata protostella di classe 0, catalogata come LBS 17-H.
Poco a sudovest di M78 si osservano altri tre oggetti di Herbig-Haro connessi fra loro, catalogati come HH 24, HH 25 e HH 26; questa sezione di nube presenta una complessa morfologia a causa degli intensi fenomeni di formazione stellare che qui hanno luogo. Come conseguenza di ciò, la regione è ricca di oggetti stellari giovani ed intense sorgenti di radiazione infrarossa.

## Ambiente galattico
V1647 Orionis assieme alle nebulosità associate si trova all'interno della regione Orion B (LDN 1630); con una distanza di circa 410 pc (1340 al), viene a trovarsi anche fisicamente molto vicina alla regione di formazione stellare Orion A, di cui fa parte anche la Nebulosa di Orione, e comprende le più tenui nebulose NGC 2024 (nota anche come Nebulosa Fiamma), NGC 2023, NGC 2071 e la già citata M78. Le prime due sono situate nel settore sudoccidentale della regione e presentano un'elevata attività dei fenomeni di formazione stellare.
Il tutto si trova all'interno del complesso nebuloso molecolare di Orione, un vasto complesso di nubi molecolari giganti che si trova tra i 1500 e i 1600 anni luce di distanza dalla Terra, largo centinaia di anni luce. È anche una delle regioni di formazione stellare più attive che possono essere osservate nel cielo notturno, nonché una delle più ricche di dischi protoplanetari e stelle giovanissime. Il complesso si rivela soprattutto nelle immagini prese alla lunghezza d'onda dell'infrarosso, dove si rilevano i processi di formazione stellare più nascosti. Il complesso annovera fra le sue componenti nebulose oscure, ad emissione e regioni H II.